# Lijst van gemeenten in Tunceli
Onderstaande lijst bevat alle gemeenten (2000) in de Turkse provincie Tunceli.
| District   | Gemeente   |
| ---------- | ---------- |
| Çemişgezek | Çemişgezek |
| Hozat      | Hozat      |
| Mazgirt    | Akpazar    |
| Mazgirt    | Darıkent   |
| Mazgirt    | Mazgirt    |
| Nazımiye   | Nazımiye   |
| Ovacık     | Ovacık     |
| Pertek     | Pertek     |
| Pülümür    | Pülümür    |
| Tunceli    | Tunceli    |